# Ricard Maxenchs i Roca
Ricard Maxenchs i Roca (?, 14 de desembre de 1953 - Barcelona, 20 d'octubre de 2008) fou un periodista i dirigent esportiu català, responsable del FC Barcelona entre 1981 i 2003. Fou secretari general del club entre 1997 i 2000, i director general adjunt entre 2000 i 2003. Fou el primer cap de premsa d'un club de futbol de l'estat espanyol.
Home de profundes conviccions catòliques i d'afició blaugrana, estigué casat amb Conxita Gómez, amb qui va tenir dos fills, Marta i Ricard. Tingué el número de soci 29451.
Durant la dècada del 1970 va treballar en televisió, ràdio i premsa, arribant a dirigir el setmanari Tot Barça i col·laborant a Televisió Espanyola. L'1 d'octubre de 1981, quan treballava a la secció del Barça del diari El Mundo Deportivo, va acceptar el desafiament d'entrar a forma part de la directiva del club dirigit per Josep Lluís Núñez amb l'objectiu de fer-se càrrec d'un nou departament responsabilitzat de la relació amb la premsa. Fou en aquest període que popularitzà la frase "Alguna pregunta més?" per a finalitzar les rodes de premsa, fet que donà títol anys després a un programa d'humor de Catalunya Ràdio i Televisió de Catalunya (Alguna Pregunta Més?).
El 1997 va ser nomenat secretari general del club i, com a tal, va assumir poc després els actes d'organització del Centenari del club. L'any 2000 va ser nomenat director general adjunt, càrrec que va ostentar fins que el 2003 va deixar el FC Barcelona, on es feia càrrec de l'àrea de comunicació, protocol i relacions públiques.
Després de la sortida del club, desenvolupà les funcions de director de relacions institucionals i reputació corporativa del grup Abertis al mateix temps que col·laborà amb l'agència EFE en el patrocini de 'La Nit de la Comunicació'. Des del setembre de 2007 s'incorporà al grup La Caixa exercint el mateix càrrec que feia anteriorment a l'empresa de gestió d'infraestructures. Una de les seves darreres aparicions en públic fou a principis de setembre del 2008 durant la boda de Josep Casals, ex directiu del Barça.
Morí el dilluns 20 d'octubre de 2008 a Barcelona a l'edat de 54 anys a causa d'un càncer de fetge terminal. El funeral es va celebrar el dimecres 22 d'octubre a partir de les 12 hores a la parròquia Sant Ramon Nonat de Barcelona. Com a mostra de condol, els jugadors del primer equip de futbol del Barça lluïren braçalet negre durant el partit de Lliga de Campions contra l'FC Basel disputat a Suïssa el dimecres 22 d'octubre de 2008.